# マルティニャッコ
マルティニャッコ（伊: Martignacco）は、イタリア共和国フリウリ＝ヴェネツィア・ジュリア州ウーディネ県にある、人口約6,900人の基礎自治体（コムーネ）。

## 名称
標準イタリア語以外では以下の名称を持つ。
- フリウリ語: Martignà

## 地理

### 位置・広がり

#### 隣接コムーネ
隣接するコムーネは以下の通り。
- バジリアーノ
- ファガーニャ
- モルッツォ
- パニャッコ
- パジアーン・ディ・プラート
- タヴァニャッコ

### 気候分類・地震分類
マルティニャッコにおけるイタリアの気候分類 (it) および度日は、zona E, 2364 GGである。
また、イタリアの地震リスク階級 (it) では、zona 2 (sismicità media) に分類される。

## 行政

### 分離集落
マルティニャッコには、以下の分離集落（フラツィオーネ）がある。
- Casanova, Ceresetto, Faugnacco, Nogaredo di Prato, Torreano